# Sciophila septentrionalis
Sciophila septentrionalis är en tvåvingeart som beskrevs av Zaitzev 1982. Sciophila septentrionalis ingår i släktet Sciophila och familjen svampmyggor. Inga underarter finns listade i Catalogue of Life.